# Sartowice
Sartowice – wieś w Polsce położona w województwie kujawsko-pomorskim, w powiecie świeckim, w gminie Świecie.
W latach 1975–1998 miejscowość administracyjnie należała do województwa bydgoskiego. Według Narodowego Spisu Powszechnego (III 2011 r.) liczyła 342 mieszkańców. Jest szóstą co do wielkości miejscowością gminy Świecie.

## Historia
W XIII wieku istniał tu warowny gród, o który walki toczył między innymi książę Świętopełk II Wielki. W nocy z 3 na 4 grudnia 1242 r., a więc w wigilię św. Barbary dowodzony przez Teodoryka z Bernheim niewielki oddział krzyżacki ze Starogrodu pod Chełmnem sforsował Wisłę i podszedł pod gród w Sartowicach. Po zdobyciu grodu Krzyżacy ukradli przechowywaną w nim relikwię w postaci czaszki św. Barbary. Cenna relikwia została przeniesiona do kaplicy w Starogrodzie, gdzie dzięki temu powstał popularny ośrodek pielgrzymkowy. Prawdopodobnie jeszcze w XVII wieku przejściowo lub na dłużej w miejscowości osiedlili się mennonici. Mieli oni za zadanie zagospodarować obszary w dolinie Wisły, które dotąd często były zalewane przez rzekę. Osiedlali się oni na tych ziemiach na prawie holenderskim. Oznacza to, że mogli czerpać zyski z tytułu dzierżawy, ale bez prawa do własności ziemi i bez możliwości nabycia jej przez zasiedzenie.

## Zabytki
Według rejestru zabytków NID na listę zabytków wpisany jest zespół dworski, 1792 r., XIX w., XX w., nr rej.: 168/A z 15.06.1985:
- dwór, 1792 r., lata 1963–1964, piętrowy z gankiem wgłębnym, po ostatniej przebudowie zatracił cechy klasycystyczne[8].
- park, przełom XVIII/XIX w. W parku neorenesansowe mauzoleum z II poł. XIX w.
- neogotycka kaplica dworska, obecnie kościół parafialny pw. św. Barbary, 1850-1858 r. W wyposażeniu romańska kropielnica, gotycki krucyfiks, renesansowa chrzcielnica i barokowy obraz.
- grodzisko książąt pomorskich. W miejscu grodu do roku 1750 stał gotycki dwór, a po jego pożarze wystawiono nową kaplicę św. Barbary. W roku 1858 na wzniesieniu usytuowano obecną kaplicę, a jej najwartościowszy element wyposażenia – krucyfiks z XIV wieku – znajduje się w sartowickim kościele.

Kaplica przypałacowa była miejscem schronienia ludności w czasie II wojny światowej (dziury po kulach w żeliwnych drzwiach kaplicy).

## Pomniki przyrody
Przyroda parku otaczającego wieś znajduje się pod ochroną. Rosną w nim między innymi: miłorząb dwuklapowy, buk zwyczajny (odmiana czerwonolistna wraz z wyżłobionymi w nim podpisami lokalnych mieszkańców – najstarszy wpis nożem sięga 1922 roku – oraz odmiana płacząca), 450-letni dąb imienia Ulricha Wilhelma Grafa Schwerina von Schwanenfelda o wysokości 30 m i obwodzie 4,2 m, platany klonolistne, kasztany jadalne.

## Galeria

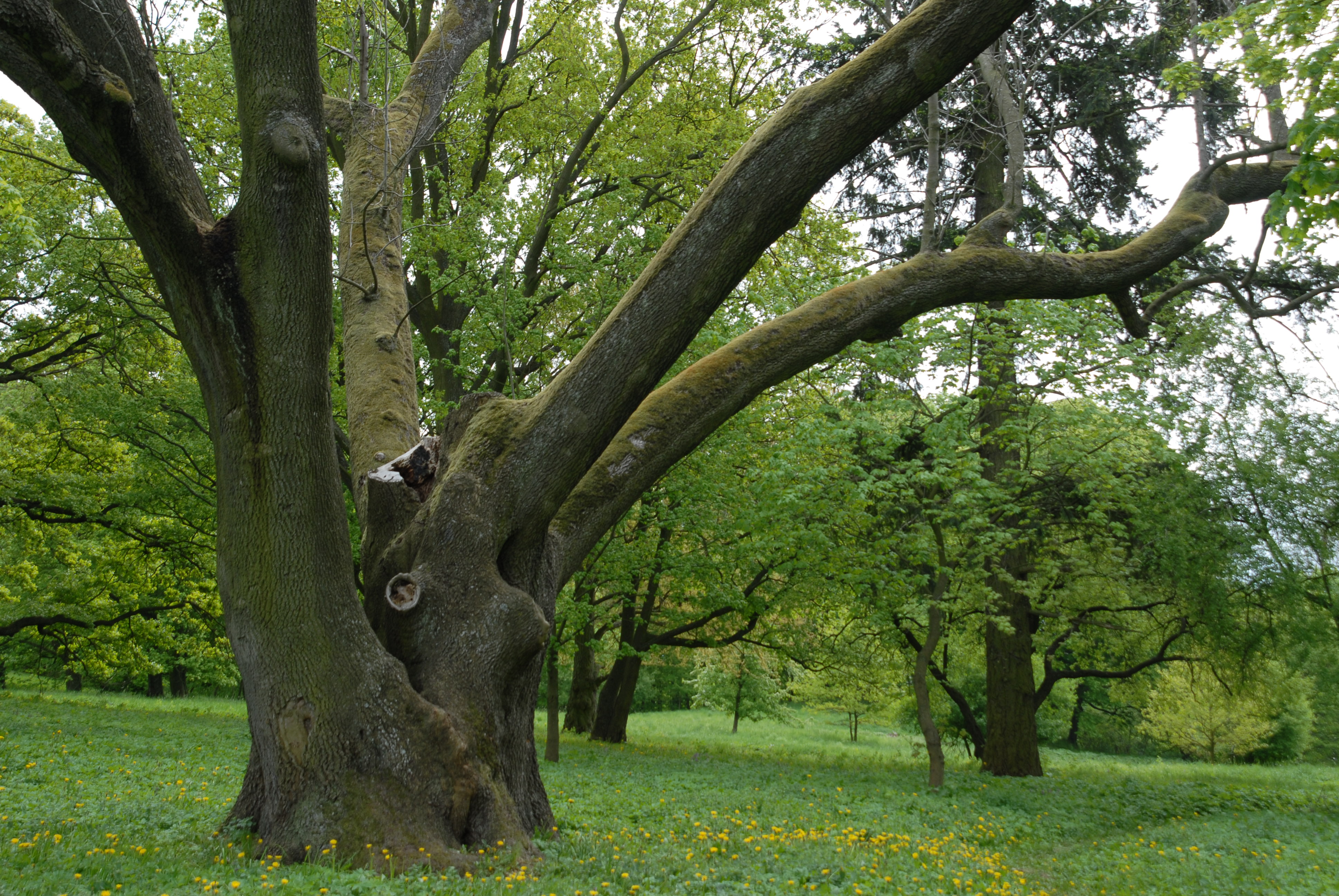
Park
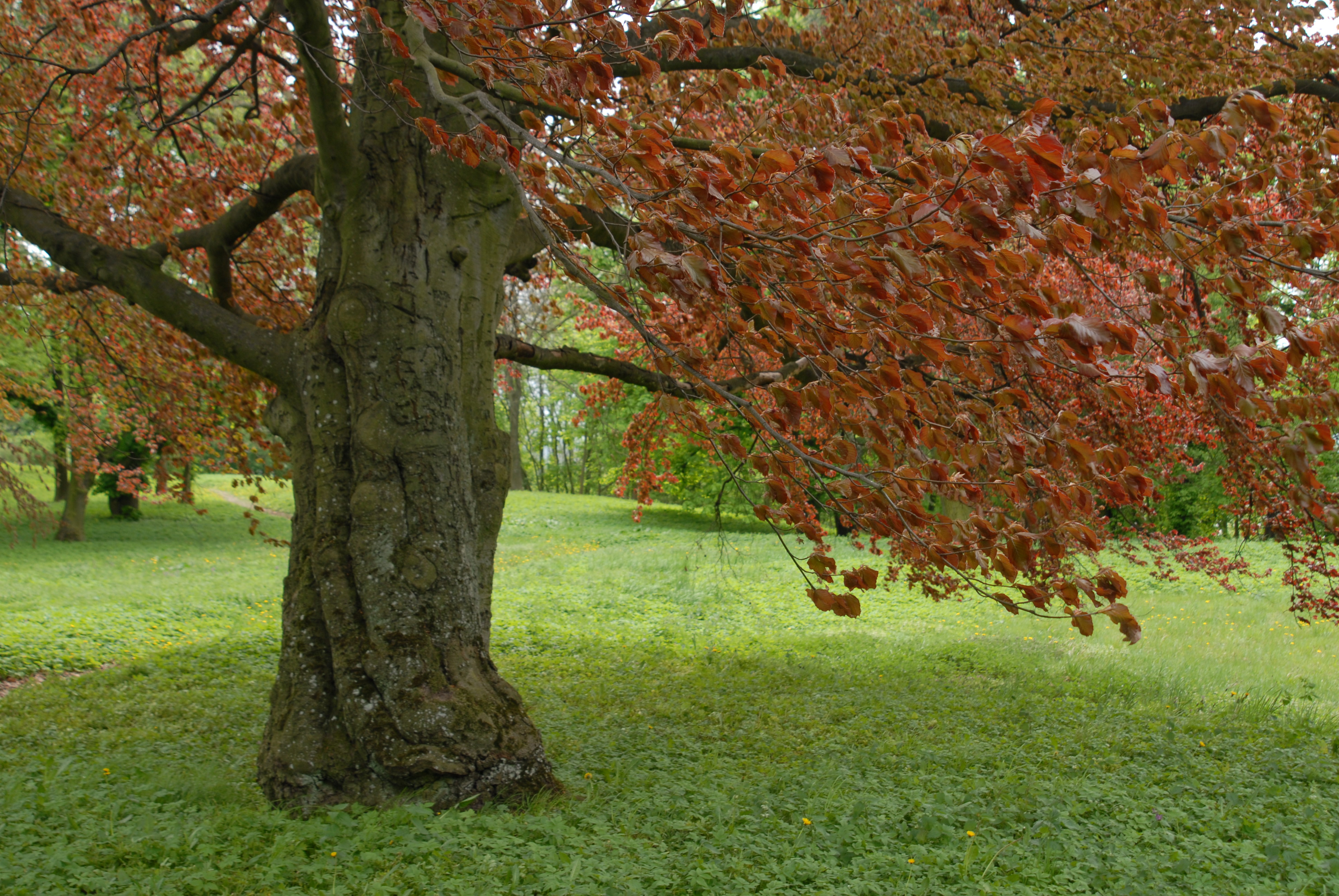
Buk czerwony
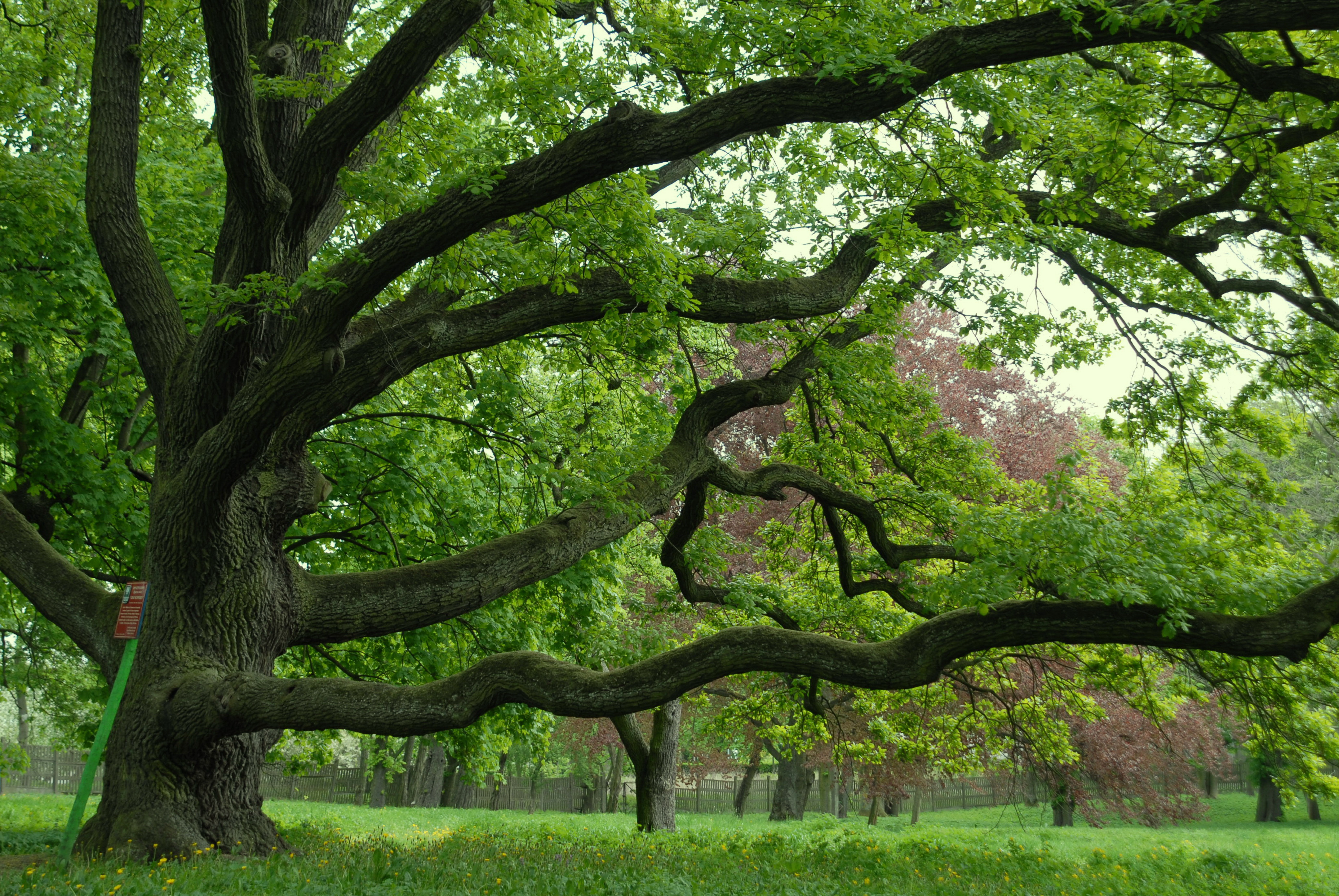
Dąb Graf Schwerin
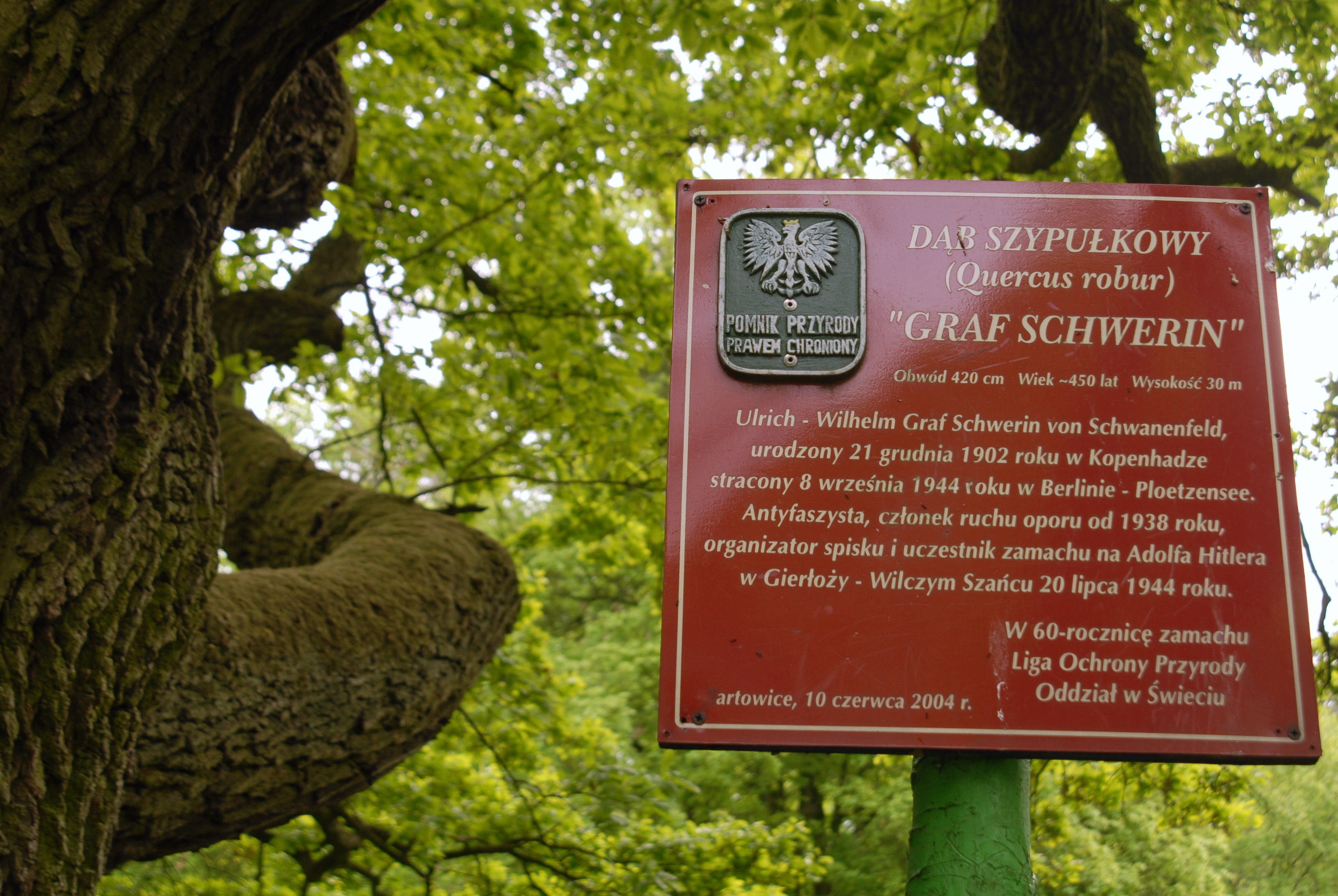
Tablica przy dębie Graf Schwerin
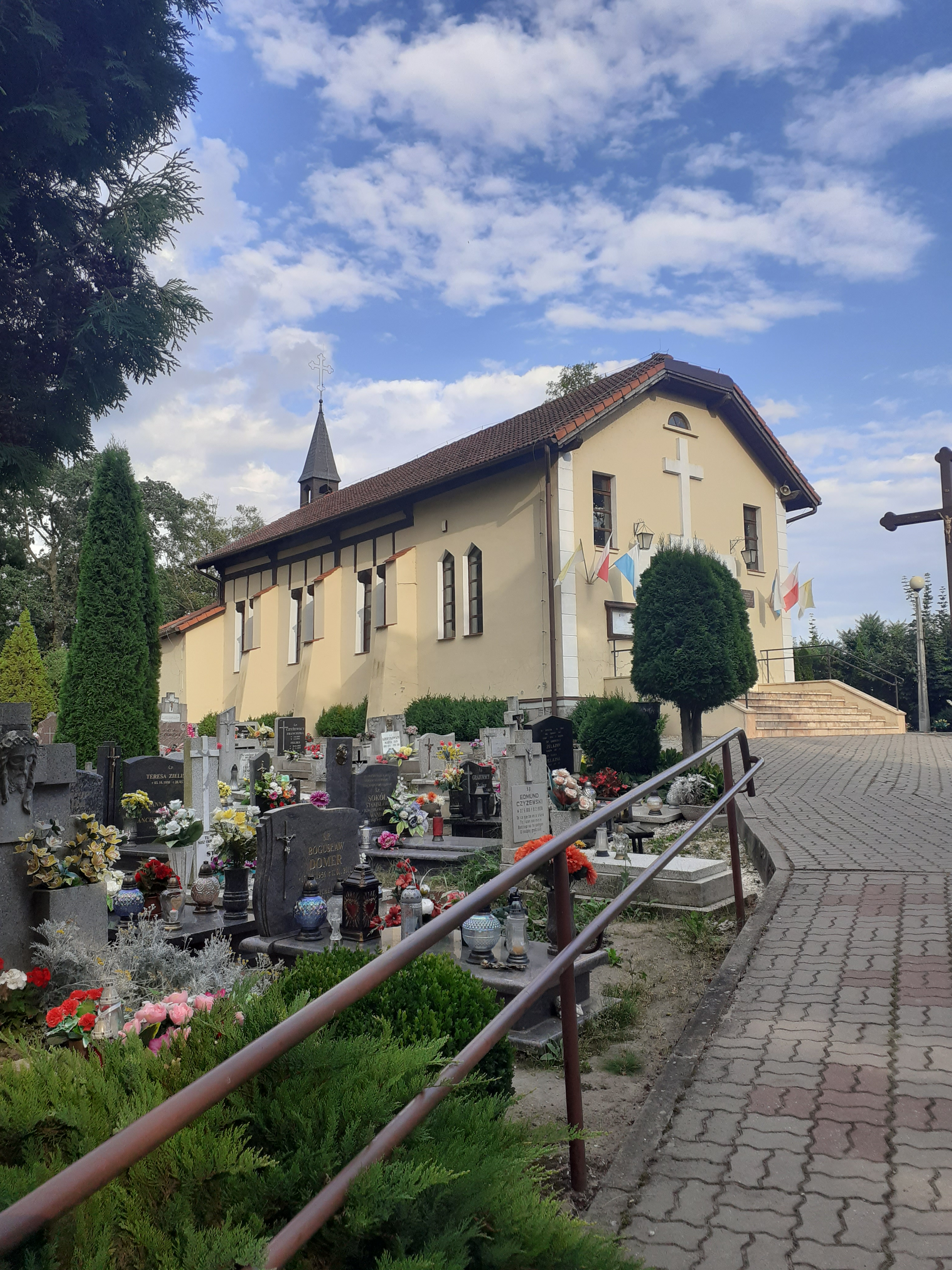
Dawna kaplica dworska obecnie kościół w Sartowicach.